# Slănic (Prahova)
Slănic è una città della Romania di 6 750 abitanti, ubicata nel distretto di Prahova, nella regione storica della Muntenia.
Fanno parte dell'area amministrativa anche le località di Groşani e Prăjani.

## Toponimo
Il toponimo Slănic trae origine dalla denominazione in slavo antico del sale, a causa del fatto che nella città esistono giacimenti di sale, coltivati sia in sotterraneo che a cielo aperto fin dall'antichità.

## Economia

### Turismo
Oggi Slănic è una città prettamente turistica, sia per la presenza di 3 laghi salati il Lago del Pastore (Baia Baciului), il Lago Verde (Baia Verde) e il Lago Rosso (Baia Roşie) che ne fanno una stazione termale molto conosciuta.
L'attività di estrazione del sale veniva effettuata in due grandi miniere, la Salina Vecchia (Salina Veche) e la Salina Nuova (Salina Nouă). Quest'ultima è tuttora attiva, mentre la Salina Vecchia è oggi stata trasformata in un'attrazione turistica.
Tra le manifestazioni che si svolgono annualmente nella città, di particolare interesse è una gara internazionale di aeromodellismo con prove di volo al coperto che si svolgono nelle ampie camere del livello superiore della miniera.

## La Salina Vecchia
La vecchia miniera di sale si sviluppa su due livelli e comprende 14 grandi camere create dall'estrazione del minerale, altre 54 m. e larghe 32 m. alla base.
Oltre ad essere aperta alle visite turistiche, l'aria contenuta nella miniera, naturalmente ricca di sali e continuamente rinnovata da un'efficiente ventilazione naturale, viene utilizzata per cure termali, in particolare come aerosol per la cura delle affezioni respiratorie. La temperatura all'interno della miniera è costante, attorno a 12 °C, e l'umidità è mediamente del 10% più bassa di quella esterna.
Una delle grandi camere è allestita come Museo del sale ed ospita numerose statue di sale, tra cui quelle di Decebalo, di Traiano, un busto di Mihai Eminescu ed un bassorilievo raffiguranti Mihai Viteazul.

Immagini della Salina Vecchia
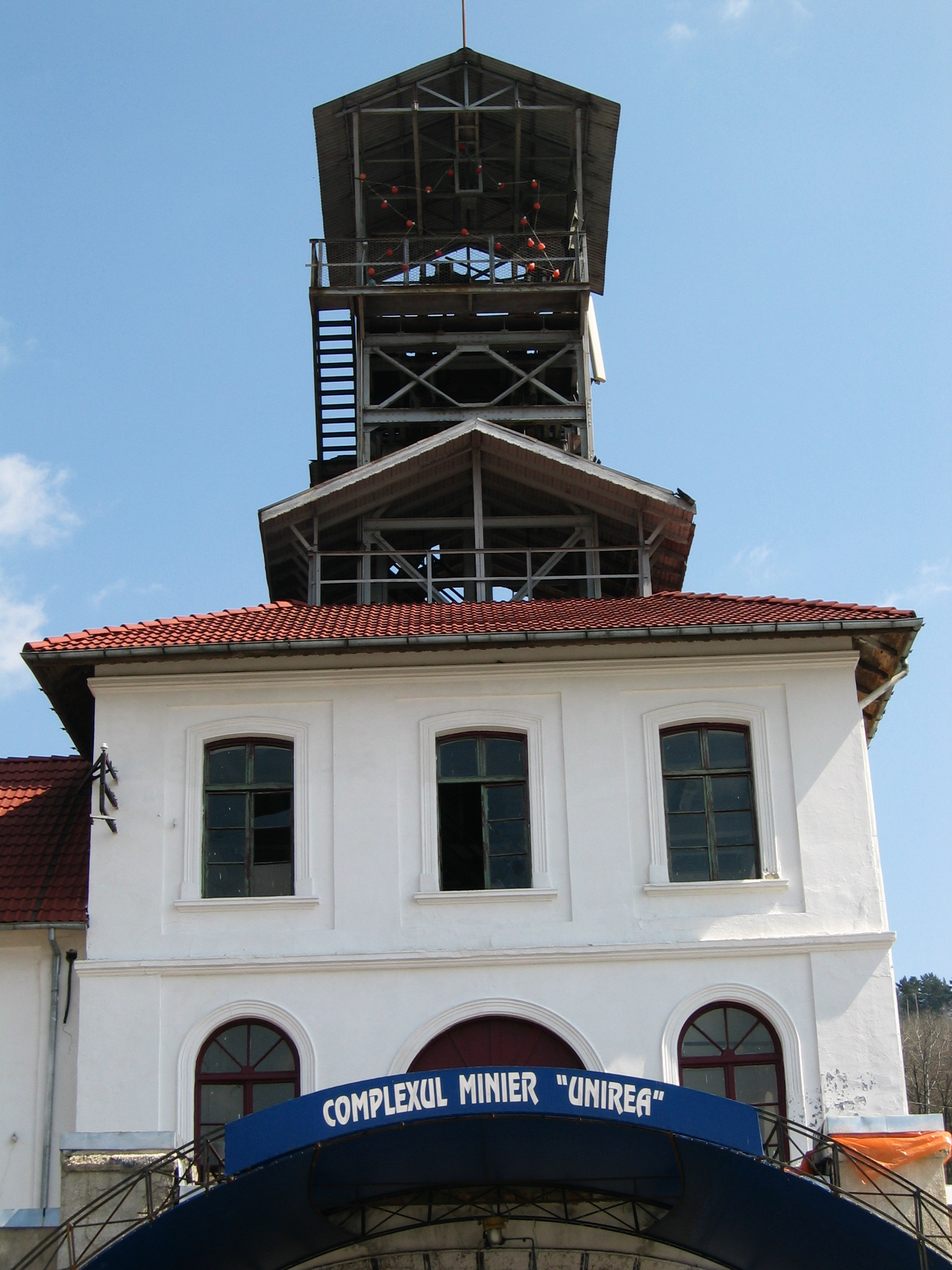
L'ingresso della miniera
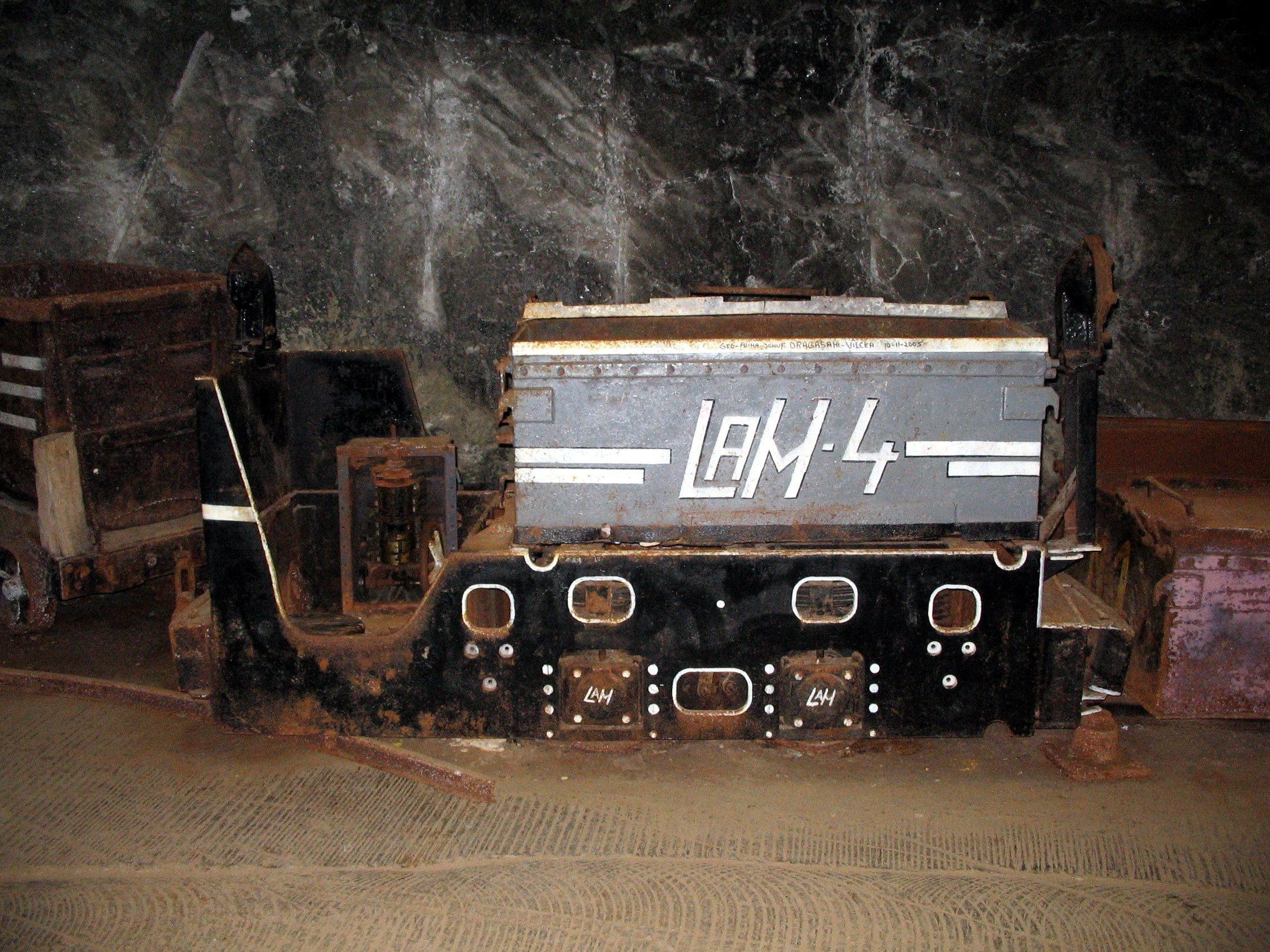
Un vecchio carrello
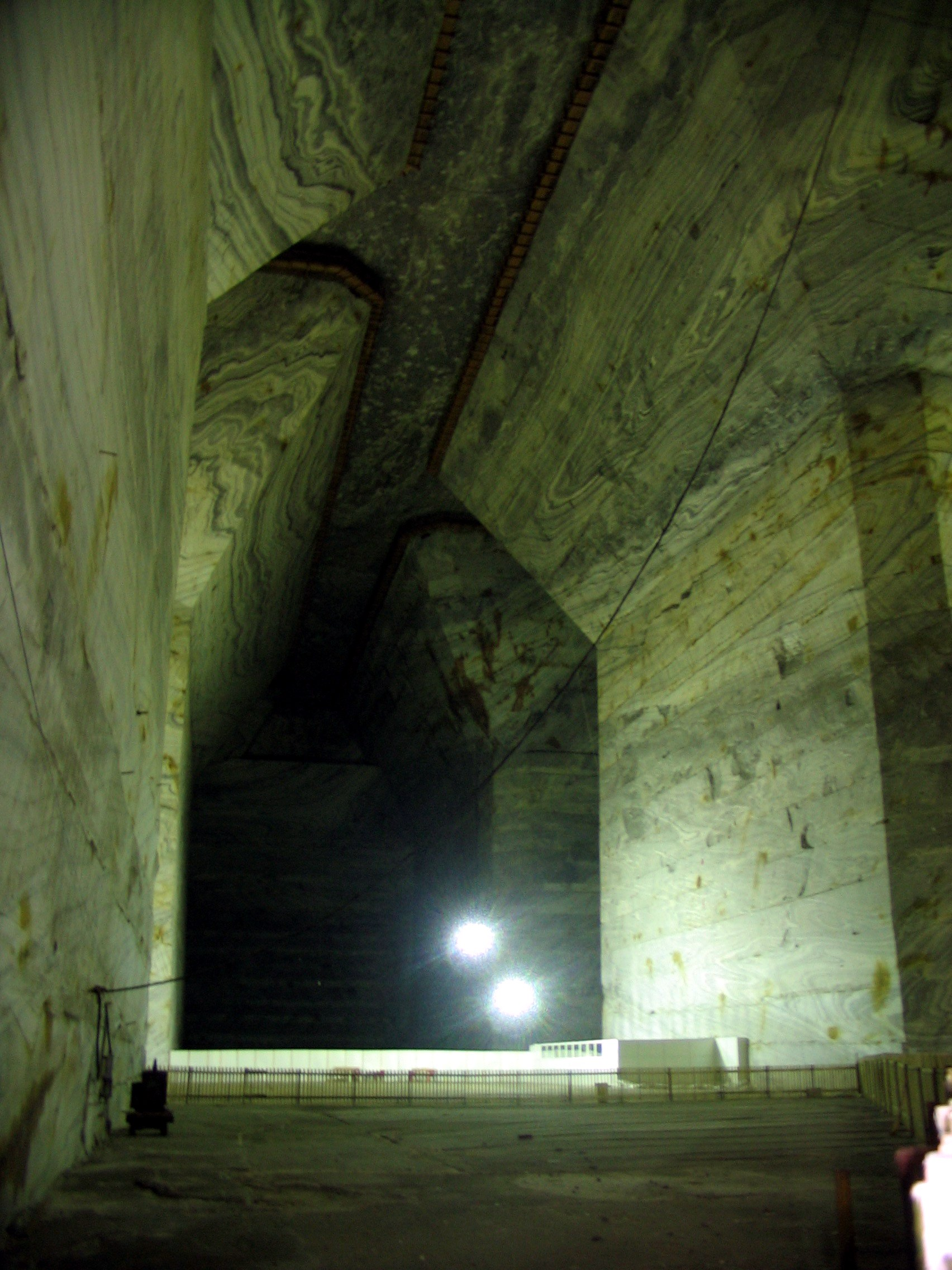
Una delle grandi stanze
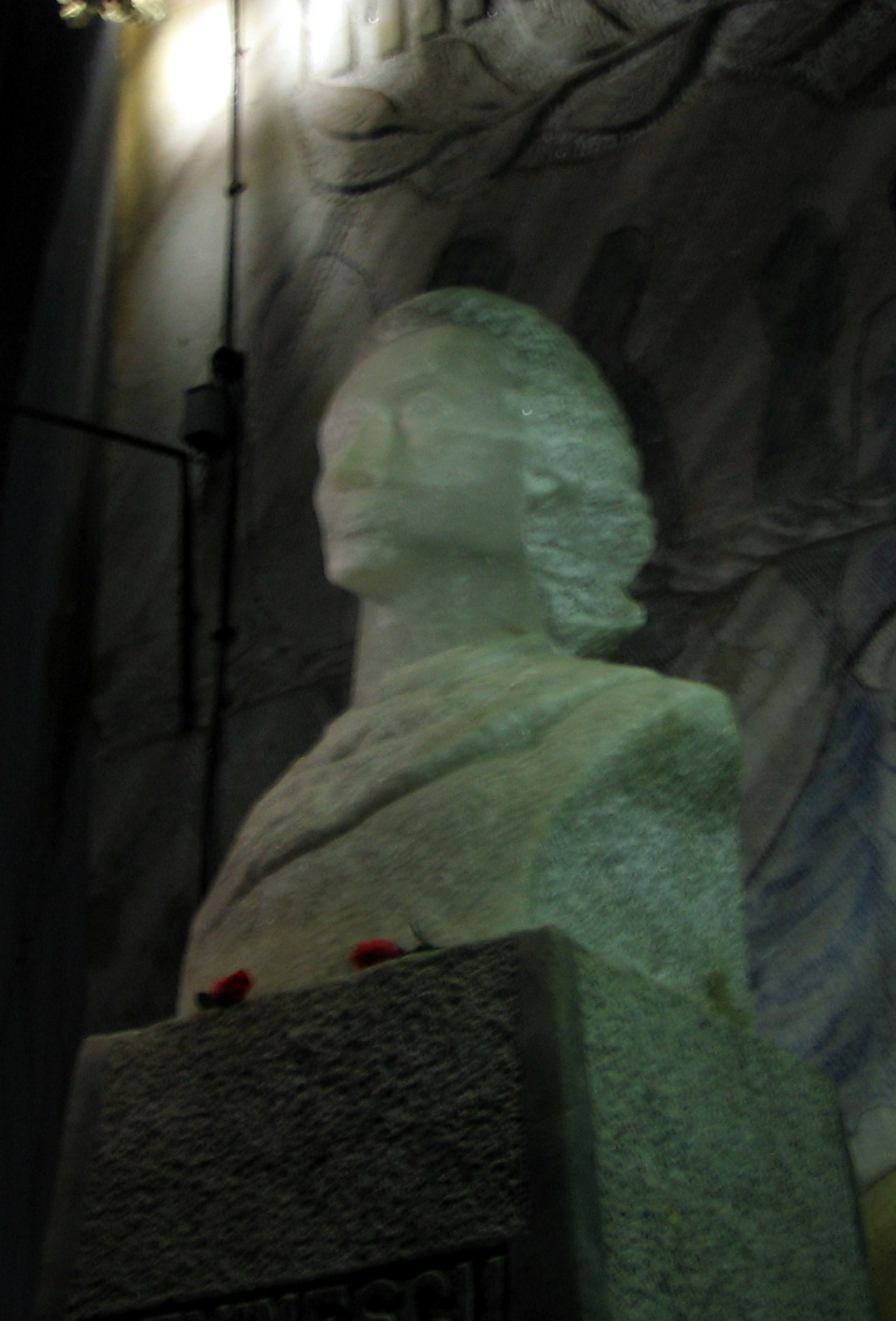
Il busto in sale di Mihai Eminescu